# Xenostegia
Xenostegia es un género con tres especies de plantas con flores perteneciente a la familia de las convolvuláceas. 

## Especies
- Xenostegia filiformis M.R.Almeida
- Xenostegia medium (L.) D.F.Austin & Staples
- Xenostegia tridentata (L.) D.F.Austin & Staples